# Museu Nacional de Damasco
Museu Nacional de Damasco (em árabe: المتحف الوطني بدمشق) é um museu localizado em Damasco, Síria. A parte mais popular do museu é a sinagoga Dura Europo do século II. Precisamente, o museu encontra-se no lado oeste da cidade, entre a Universidade de Damasco e o Complexo Mesquita Tekkiye, na rua Shoukry Al-Qouwatly.

## História
O museu foi fundado em 1919 em Madrasseh al Adiliyeh. O prédio atual foi construído em 1936, com alas sendo adicionadas em 1956 e 1975.

## Alas
A fachada do museu é construída da frente de um palácio islâmico, que foi transferido e restaurado como a entrada principal do museu. As descobertas únicas do Museu são: 
- Restaurações da Sinagoga Dura Europo a partir do século III;
- O hipogeo de Yarhai de Palmira, datado de 108;
- E a fachada e os afrescos do Palácio do Parque de Caça Ocidental, que remonta ao século VIII e fica a 80 km ao sul de Palmira.

Muitos outros artefatos históricos importantes podem ser encontrados em várias alas; como o primeiro alfabeto do mundo de Ugarite e muitos mosaicos da era romana. As exposições são organizadas em 5 alas:

### Idade Pré-histórica
Restos e esqueletos de diferentes períodos da Idade da Pedra, mais notavelmente do período neolítico, bem como objetos e achados descobertos na bacia do rio Orontes, do Eufrates e do Ramad no sudoeste da Síria.

### Síria Antiga
Muitas exposições de sites antigos, como Ebla, Mari, Ugarite e Tel Halafe. O mais importante é um tablete de Ugarite, o qual é o primeiro alfabeto do mundo. Outros achados incluem tabletes e amuletos de Ugarite, Ebla e Mari, e esculturas de Tel Halafe.

### Idade Clássica

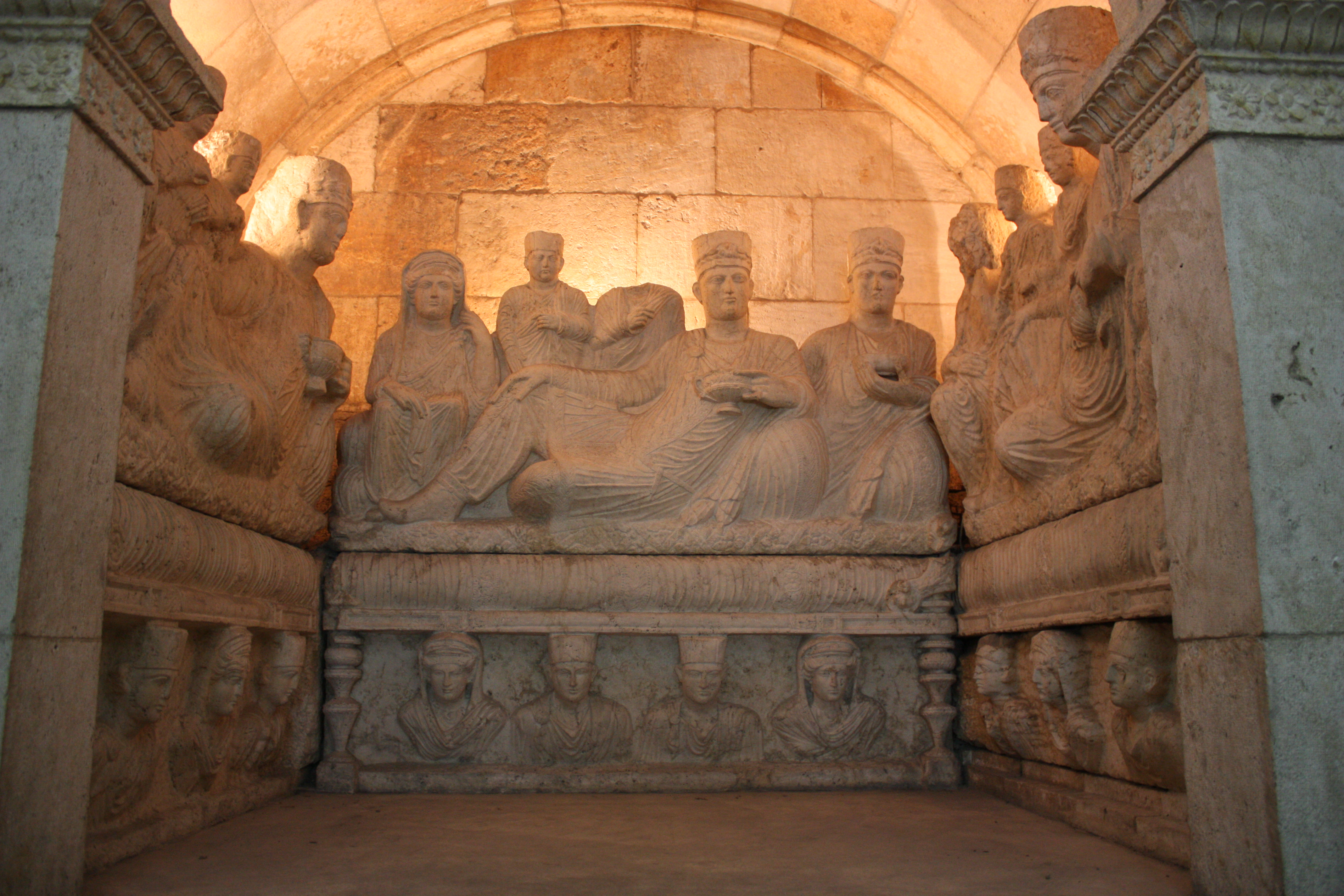
Túmulo do século III, encontrado em Palmira, um dos melhores exemplos da arte funerária da cidade

Esta ala contém artefatos sírios clássicos. As exposições incluem esculturas, sarcófagos de mármore e pedra, mosaicos, joias e moedas dos períodos selêucida, romano e bizantino. As descobertas são dos sítios como Palmira, Dura Europo, Mount Druze e entre outros.
As exposições mais importantes da era clássica incluem o túmulo do século III de Palmira, o Hipogeu de Iarai, considerado um dos melhores exemplos de arte funerária palmirena, bem como a sinagoga de Dura-Europo do século II do período inicial de Cristianismo.

### Idade islâmica
A fachada de um palácio islâmico foi movida e reconstruída como a entrada principal do museu. Alguns dos conteúdos do palácio também estão localizados no museu, incluindo esculturas.
Também contém muitas exposições feitas de vidro e metal, bem como moedas, de diferentes períodos da história islâmica. Há também escrituras da era omíada aos Otomanos.
Há também um salão contendo um exemplo de casa tradicional damascena, que foi obtida de uma casa do século XVIII na Cidade Velha de Damasco.
Existe uma biblioteca adjacente a esta ala.

### Arte contemporânea
Contém obras contemporâneas de artistas da Síria, do mundo árabe e de outros países.

## Galeria

### Museu

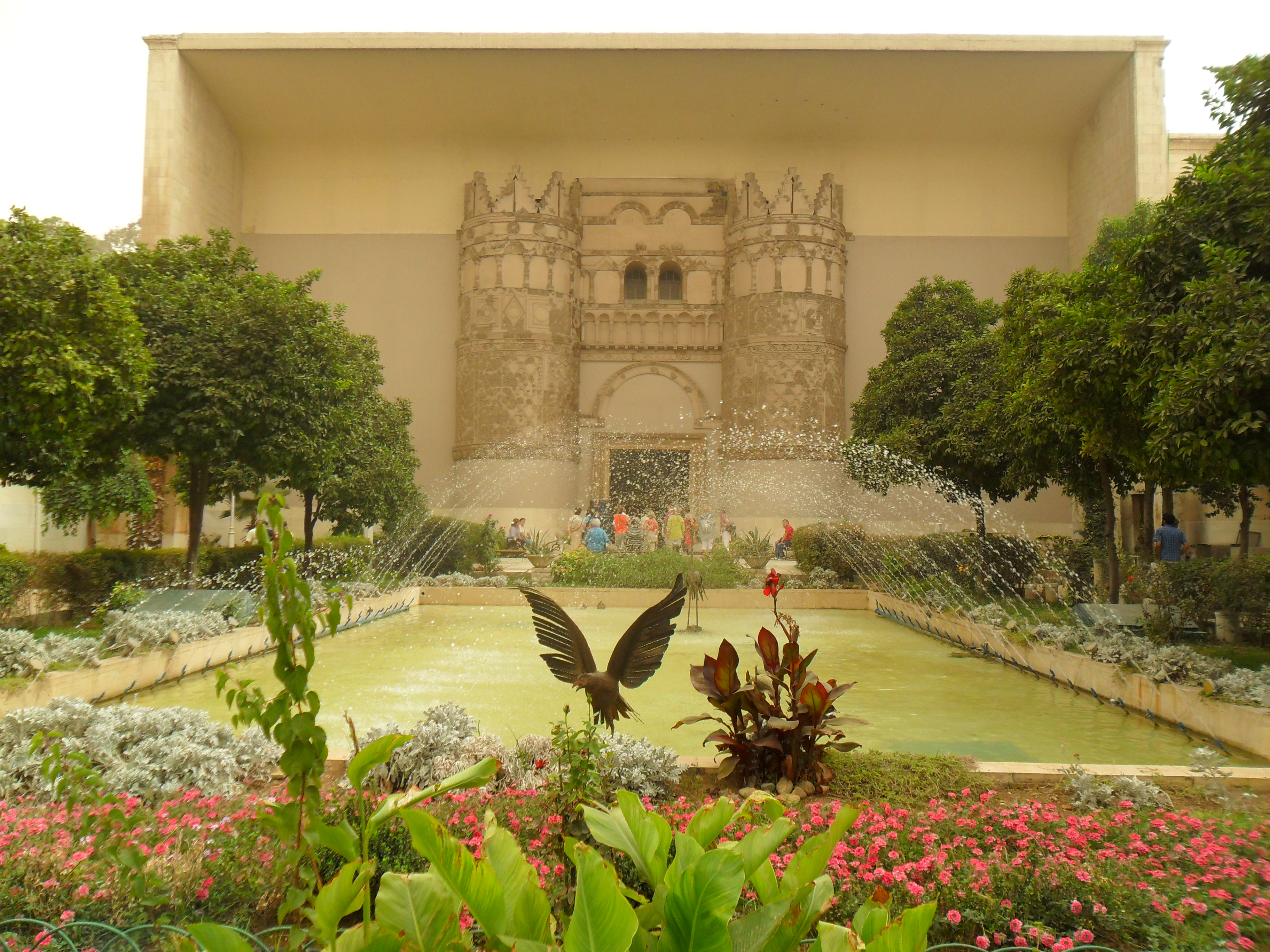
O portão do museu, um palácio islâmico do século VIII
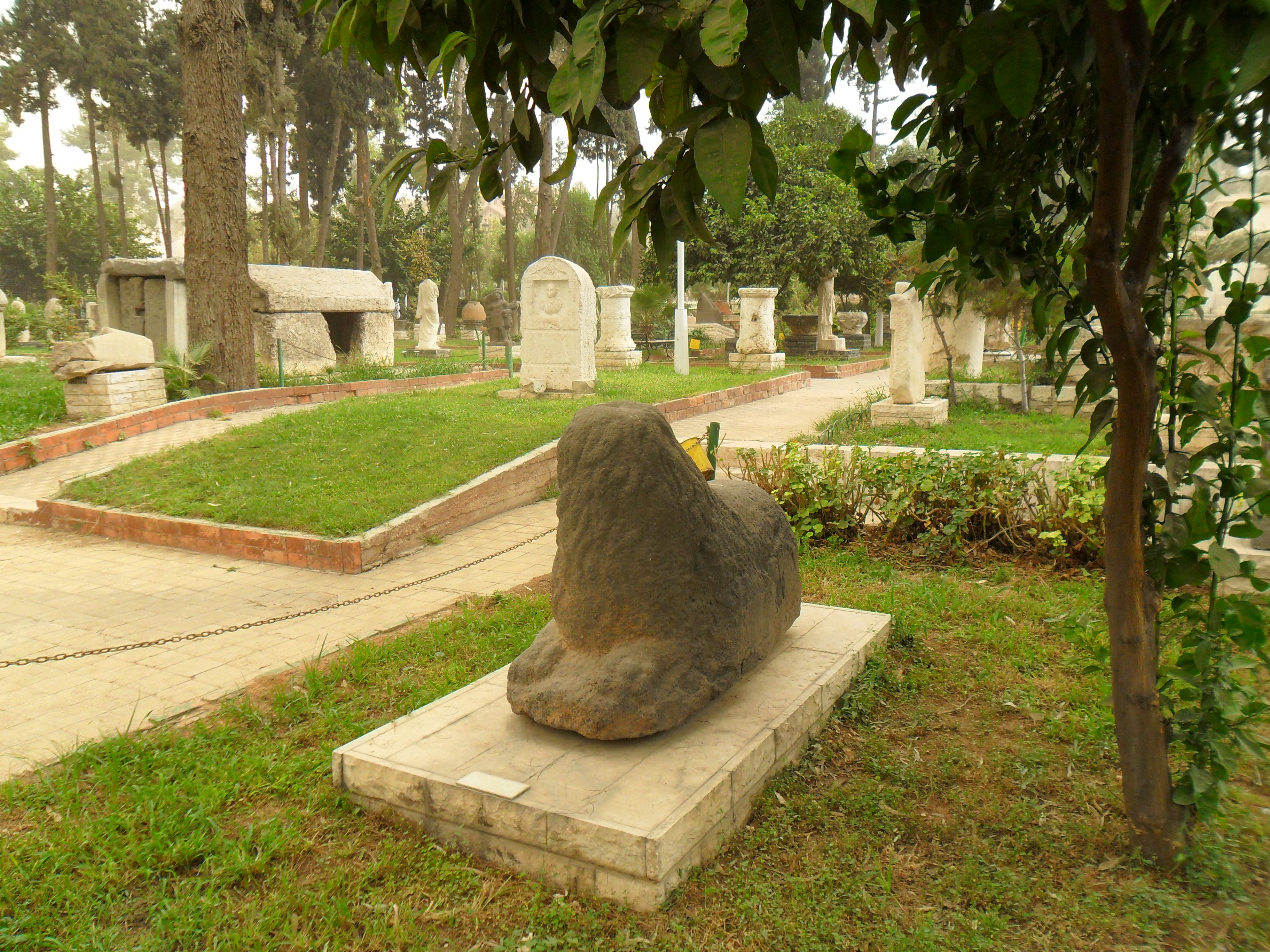
O jardim do museu
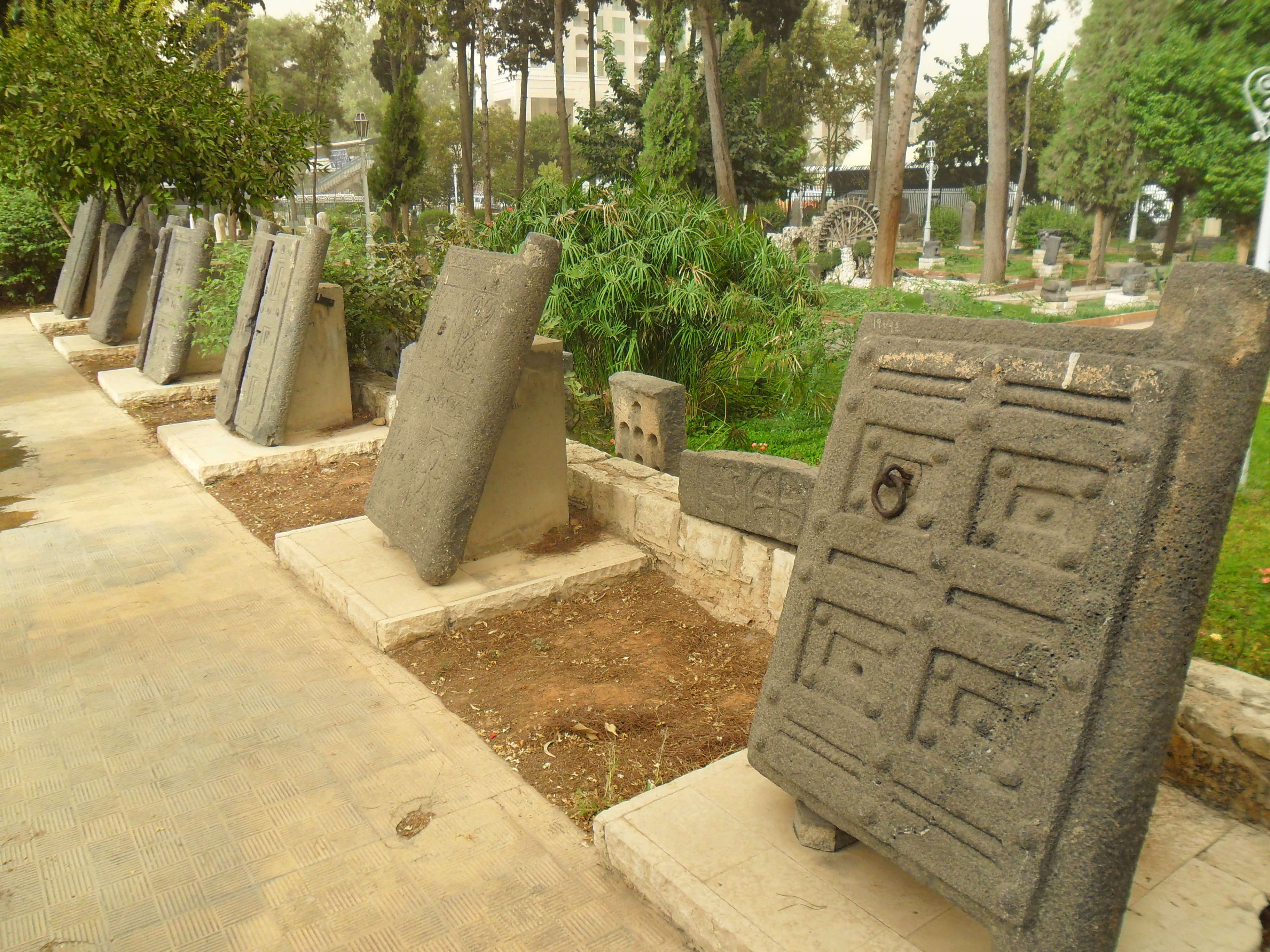
O jardim do museu mostrando portais e ornamentos de templos sírios antigos
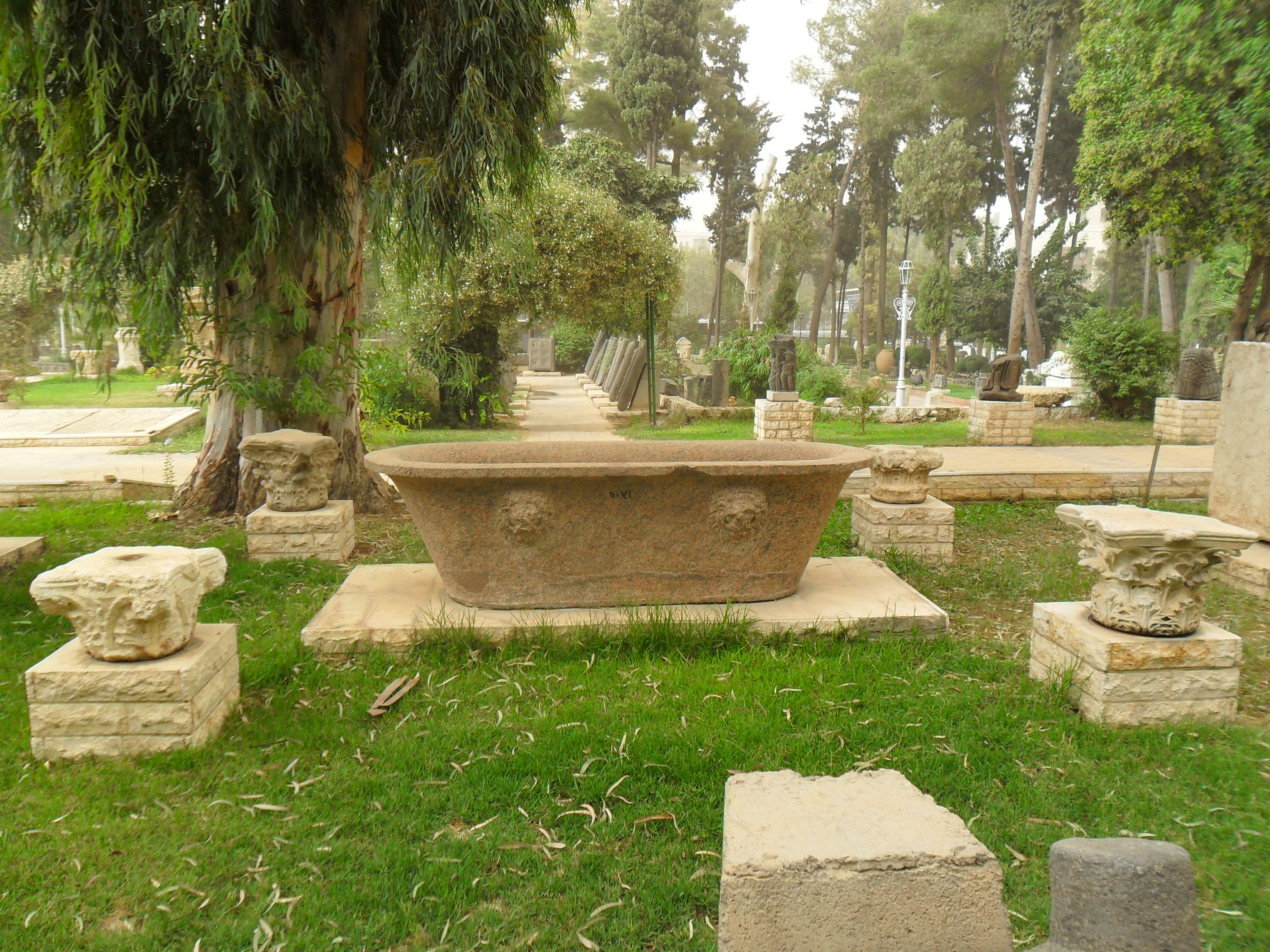
O jardim do museu mostrando capitais de colunas e uma banheira antiga

### Mosaicos

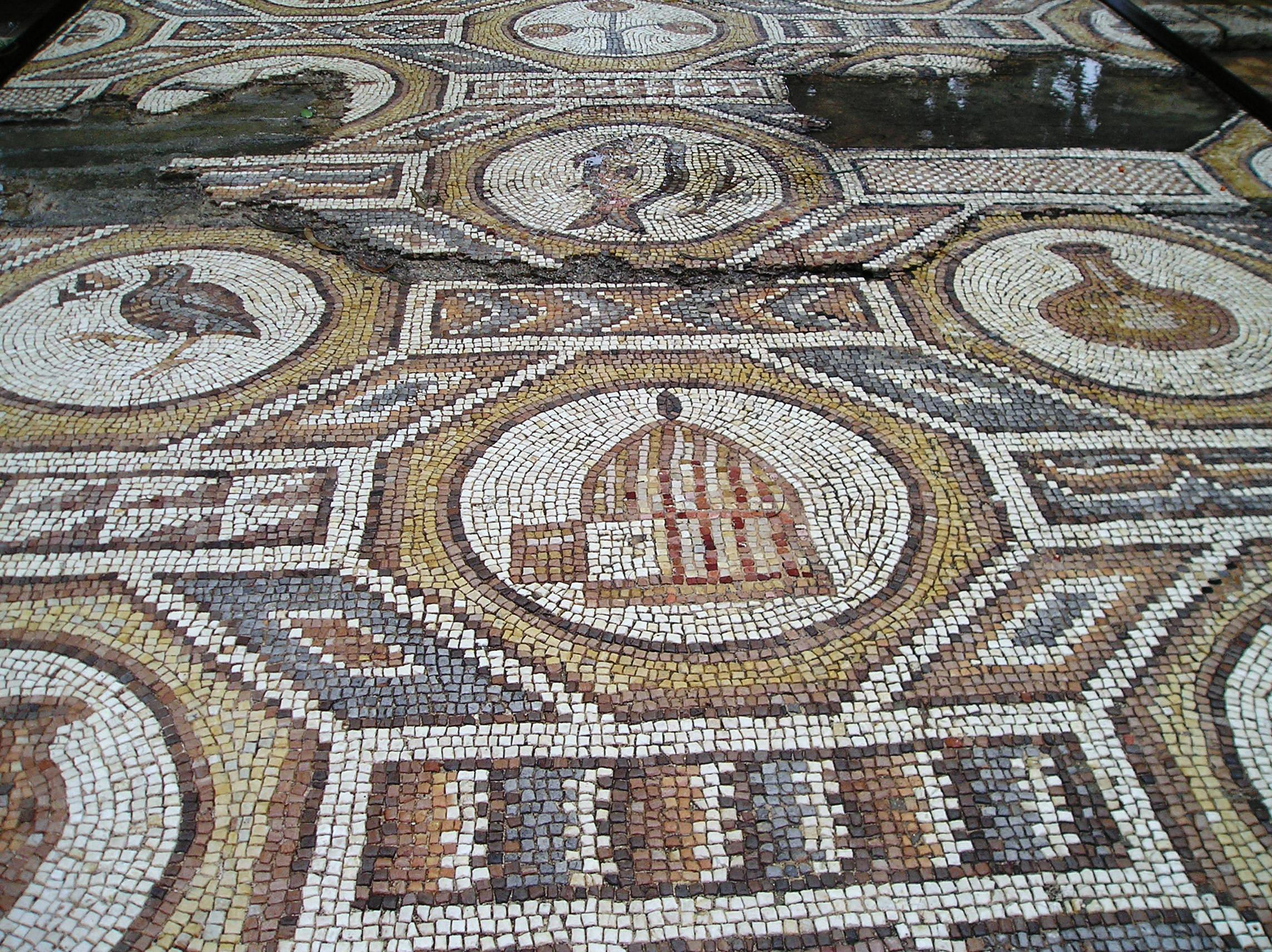
Detalhe da era mosaica romana
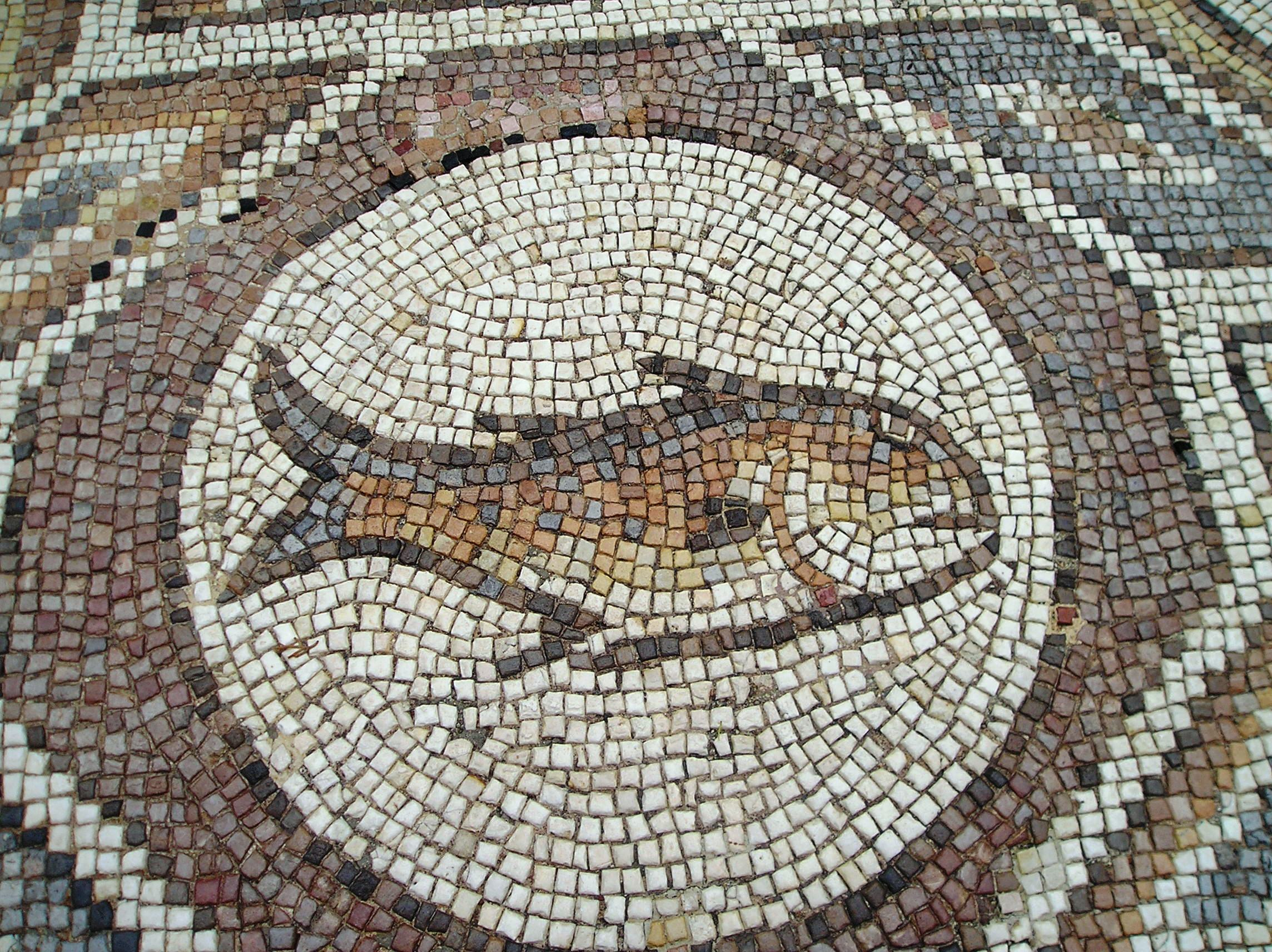
Detalhe da era mosaica romana
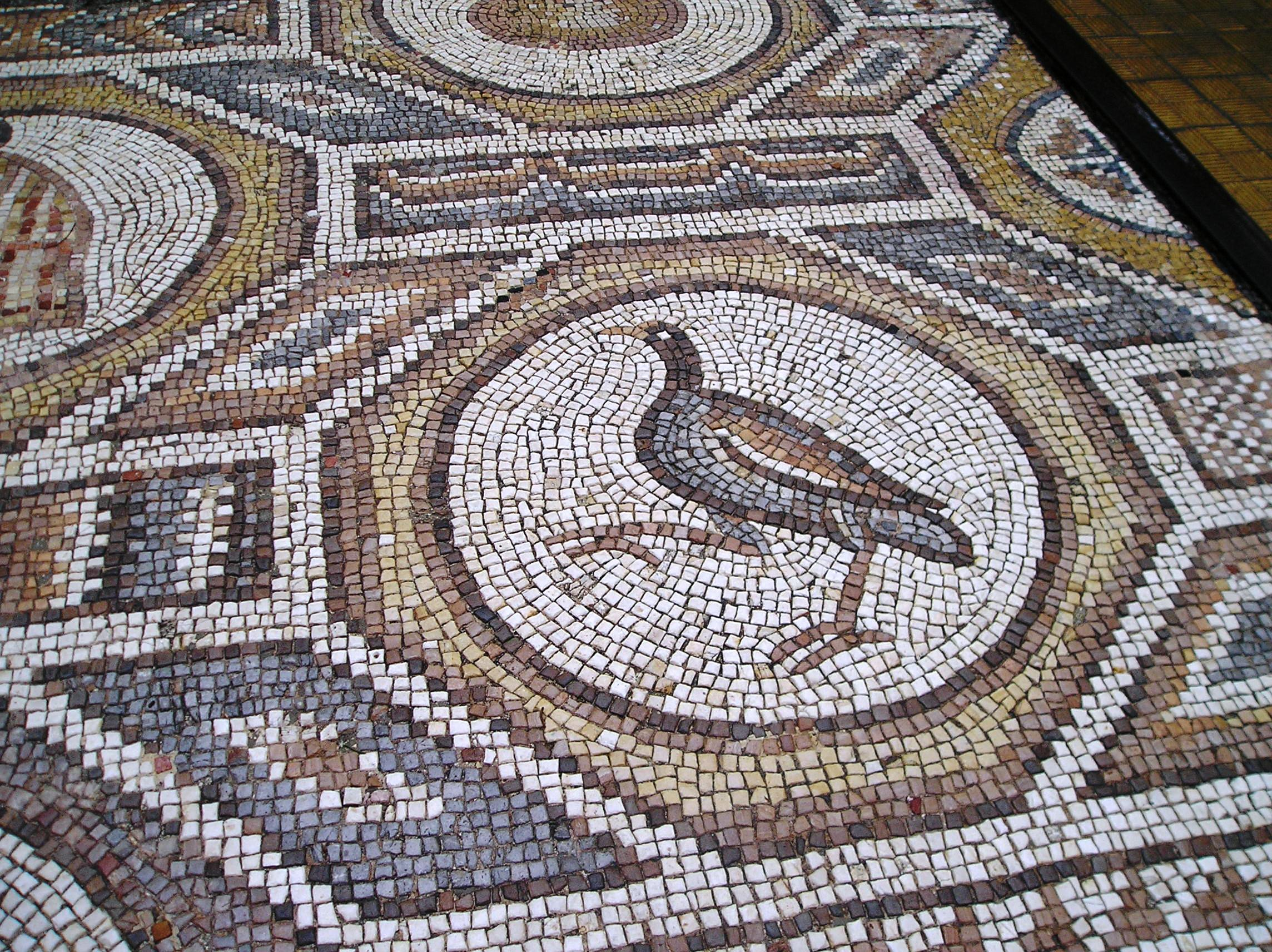
Detalhe da era mosaica romana
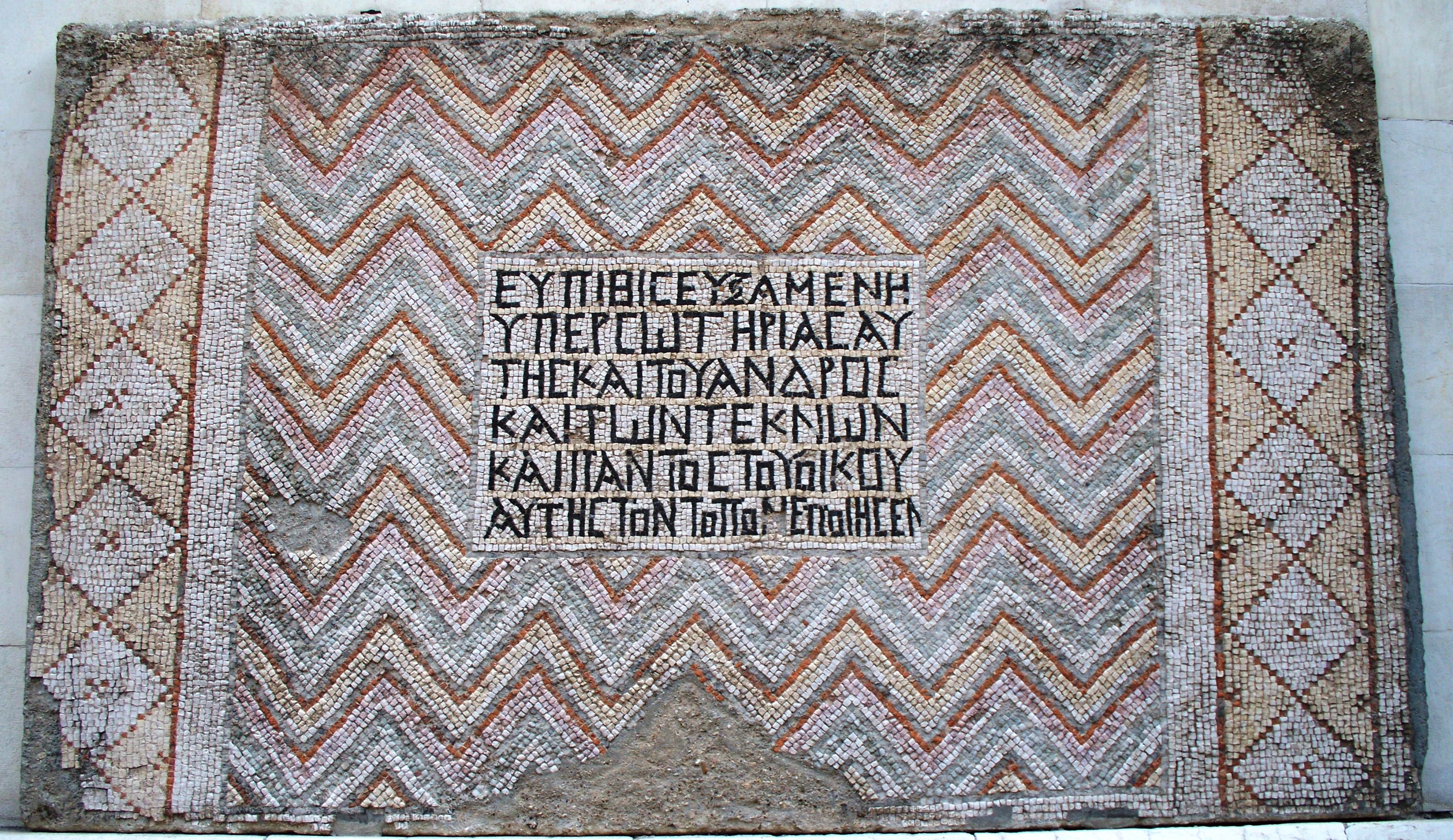
Inscrição da era mosaica romana

### Estátuas

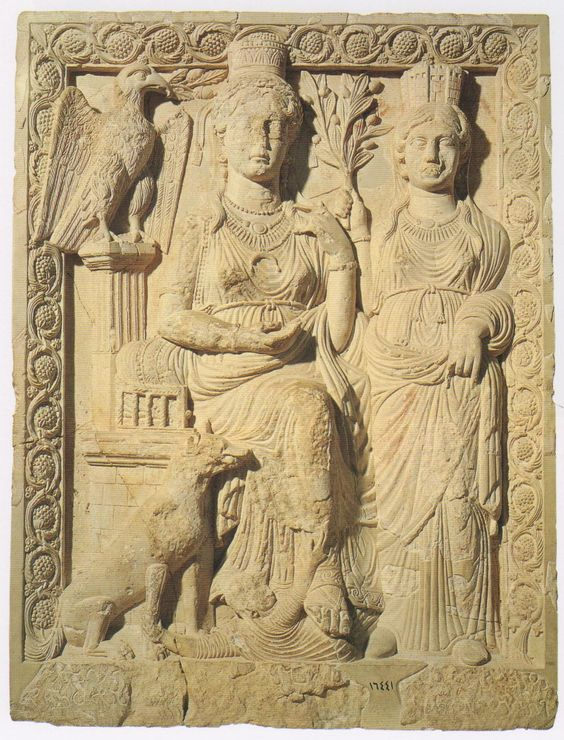
Baixo-relevo palmireno da deusa Istar em um século III
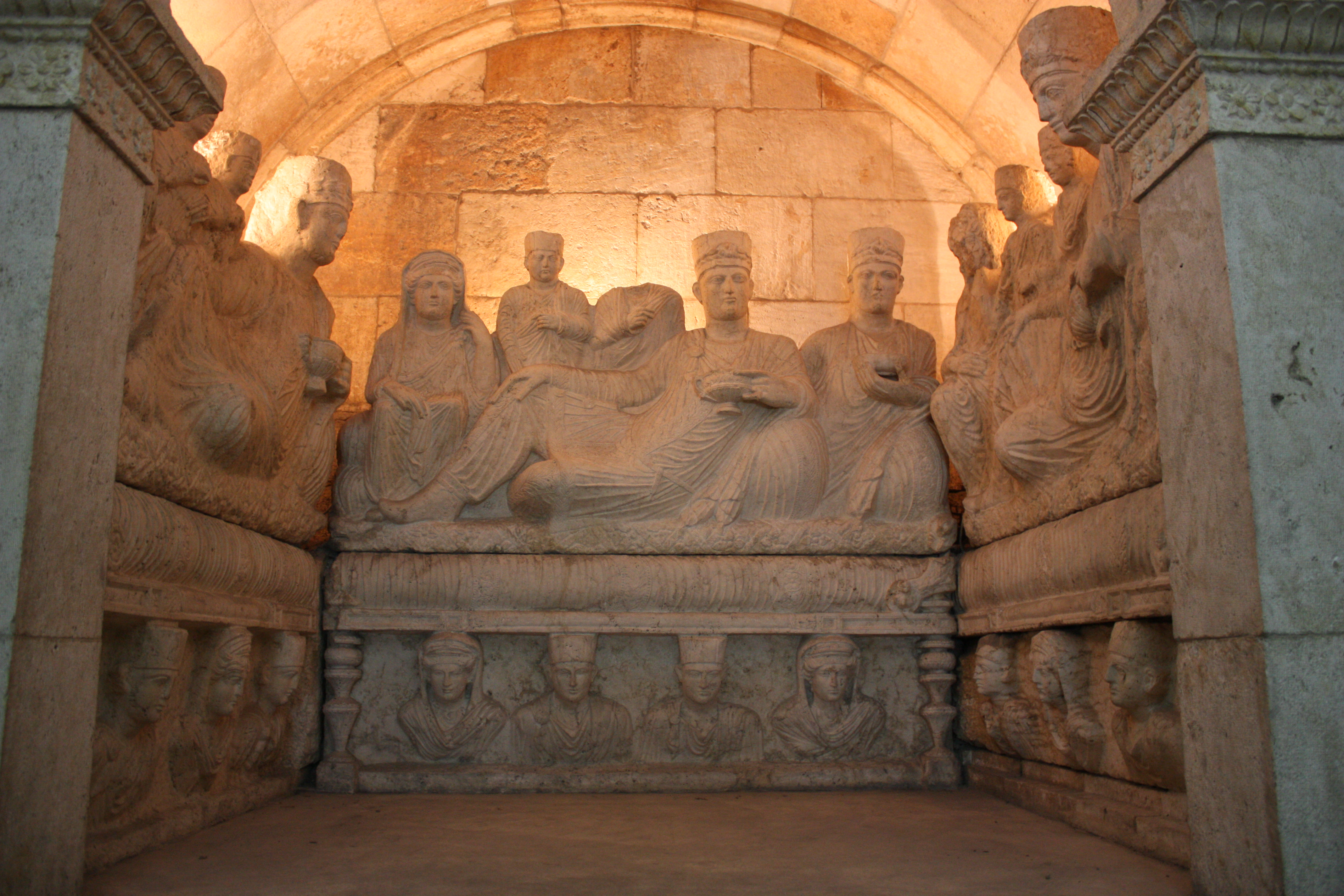
Sarcófago funerário de Palmira do século III
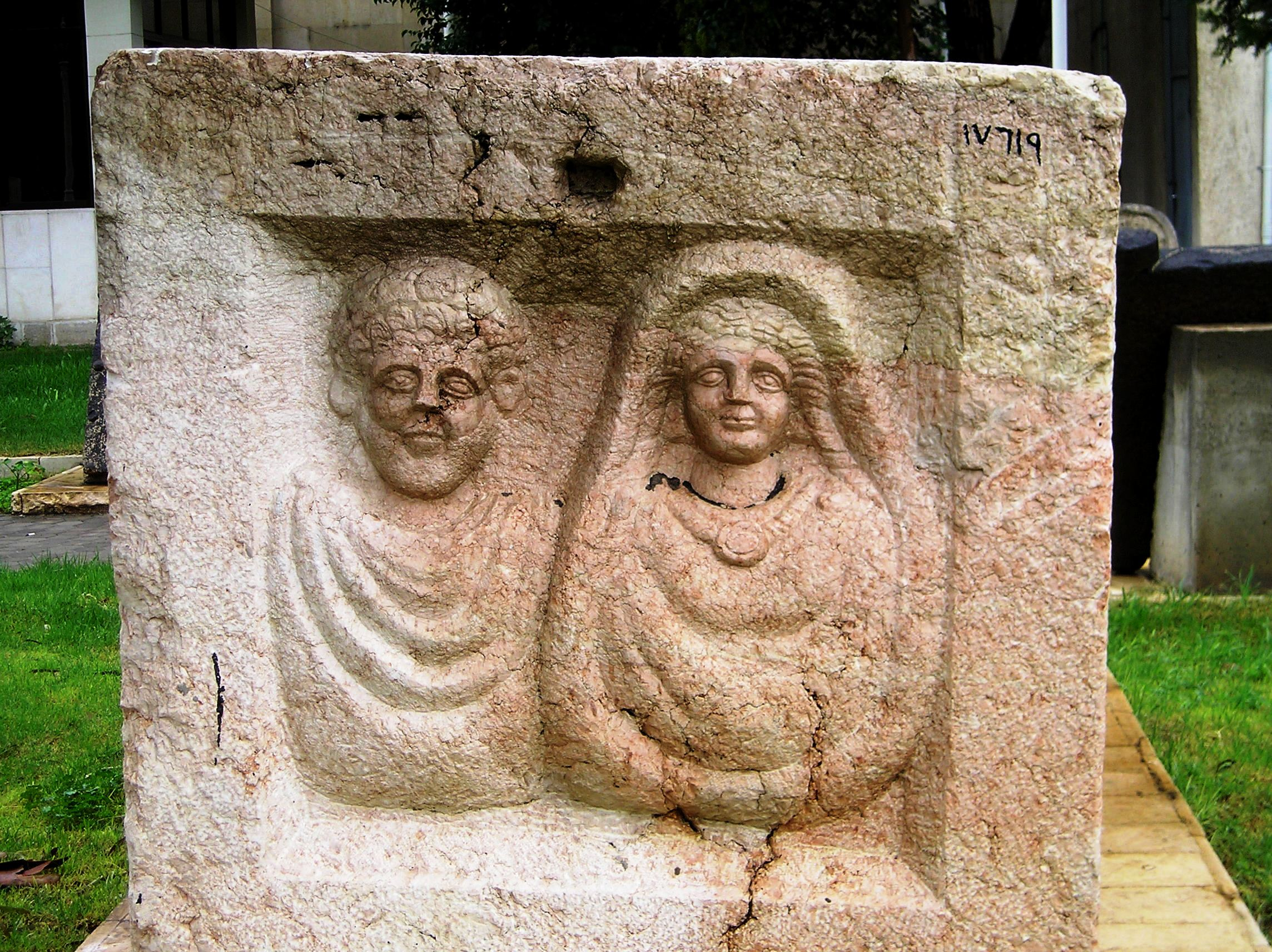
Relevo funerário da era romana de um casal
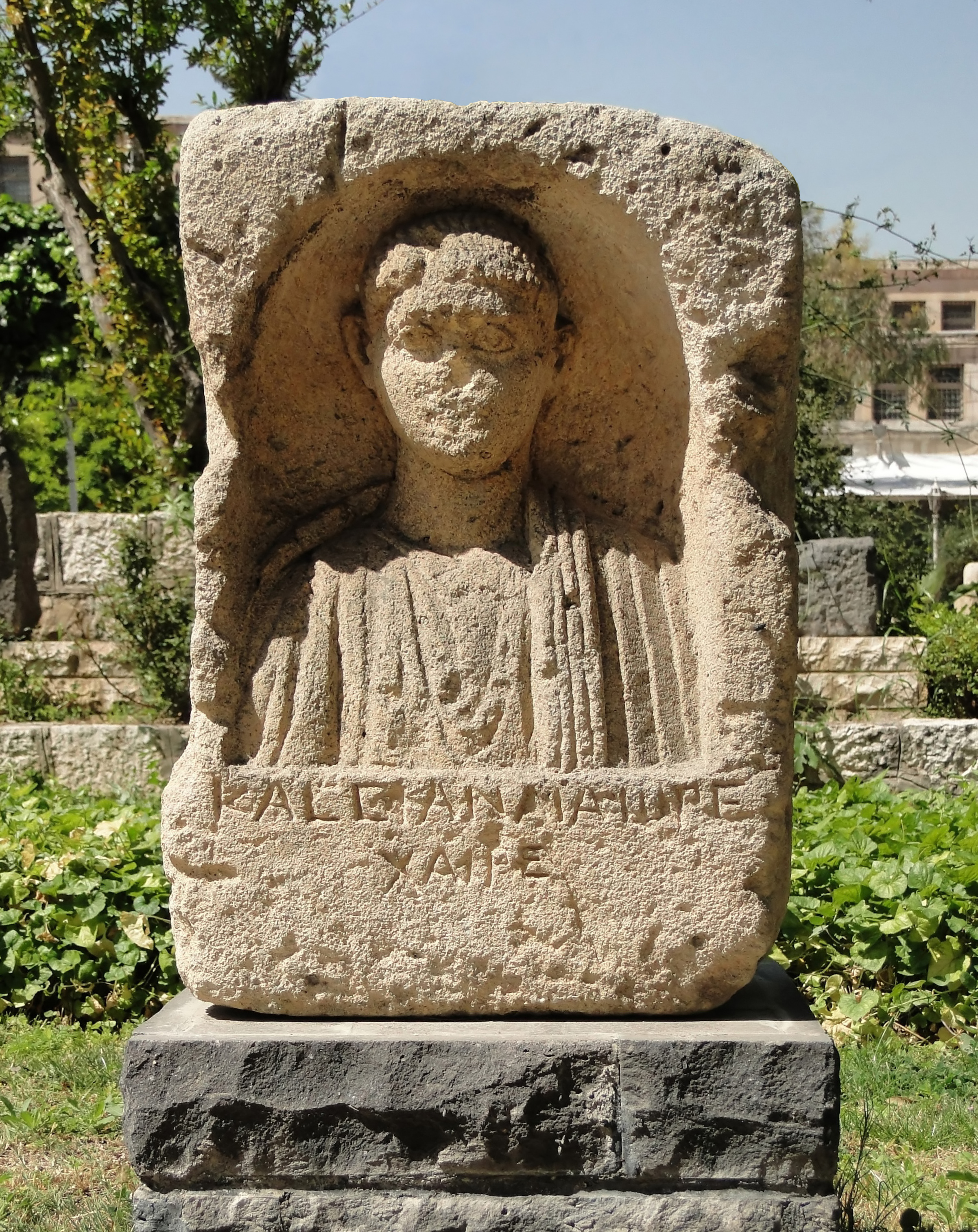
Relevo funerário da era romana de um homem
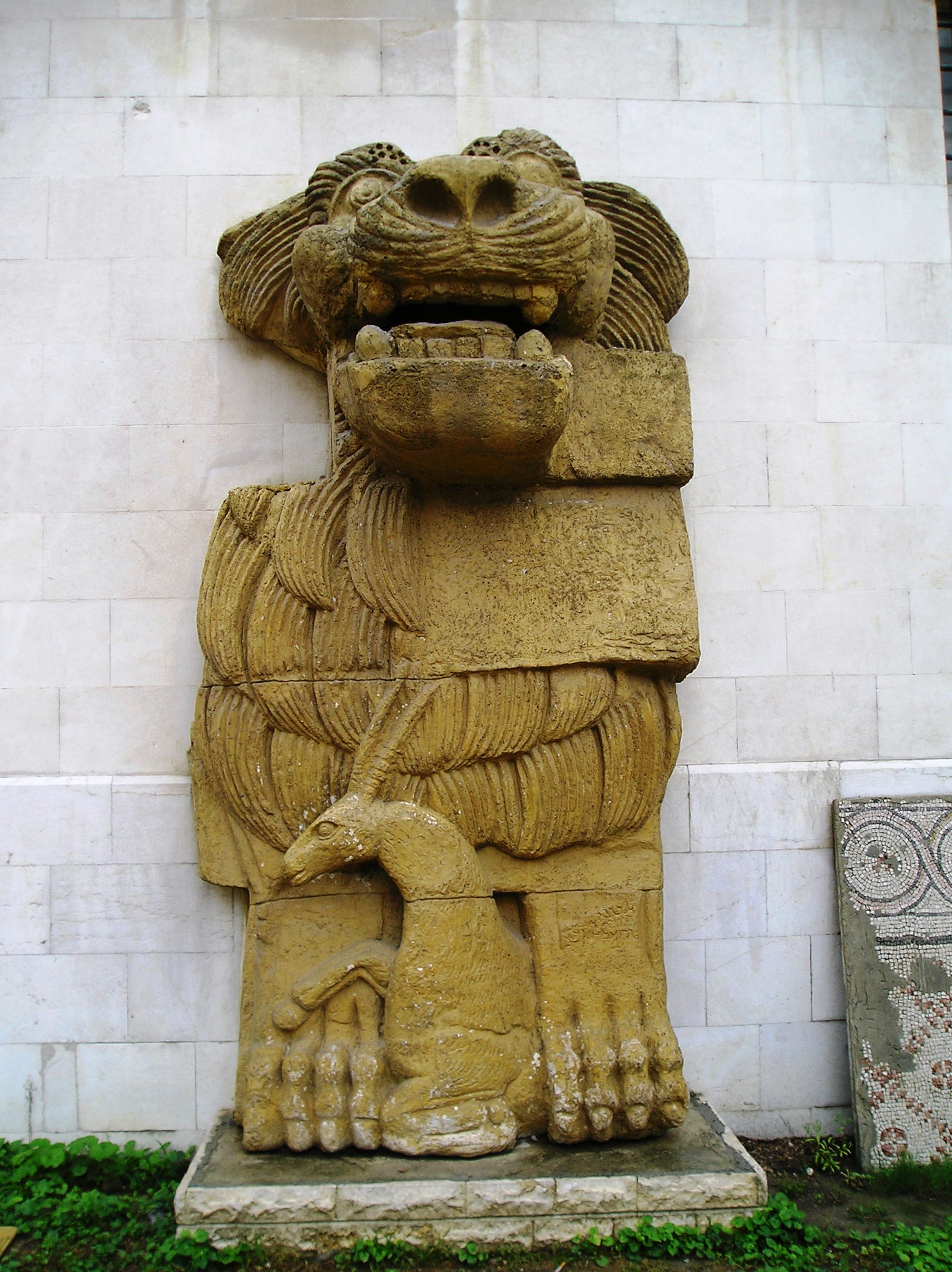
Uma estátua de leão palmireno
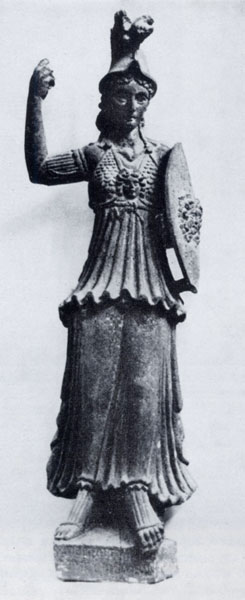
Estátua de basalto da deusa Al-lāt-Minerva de Sueida
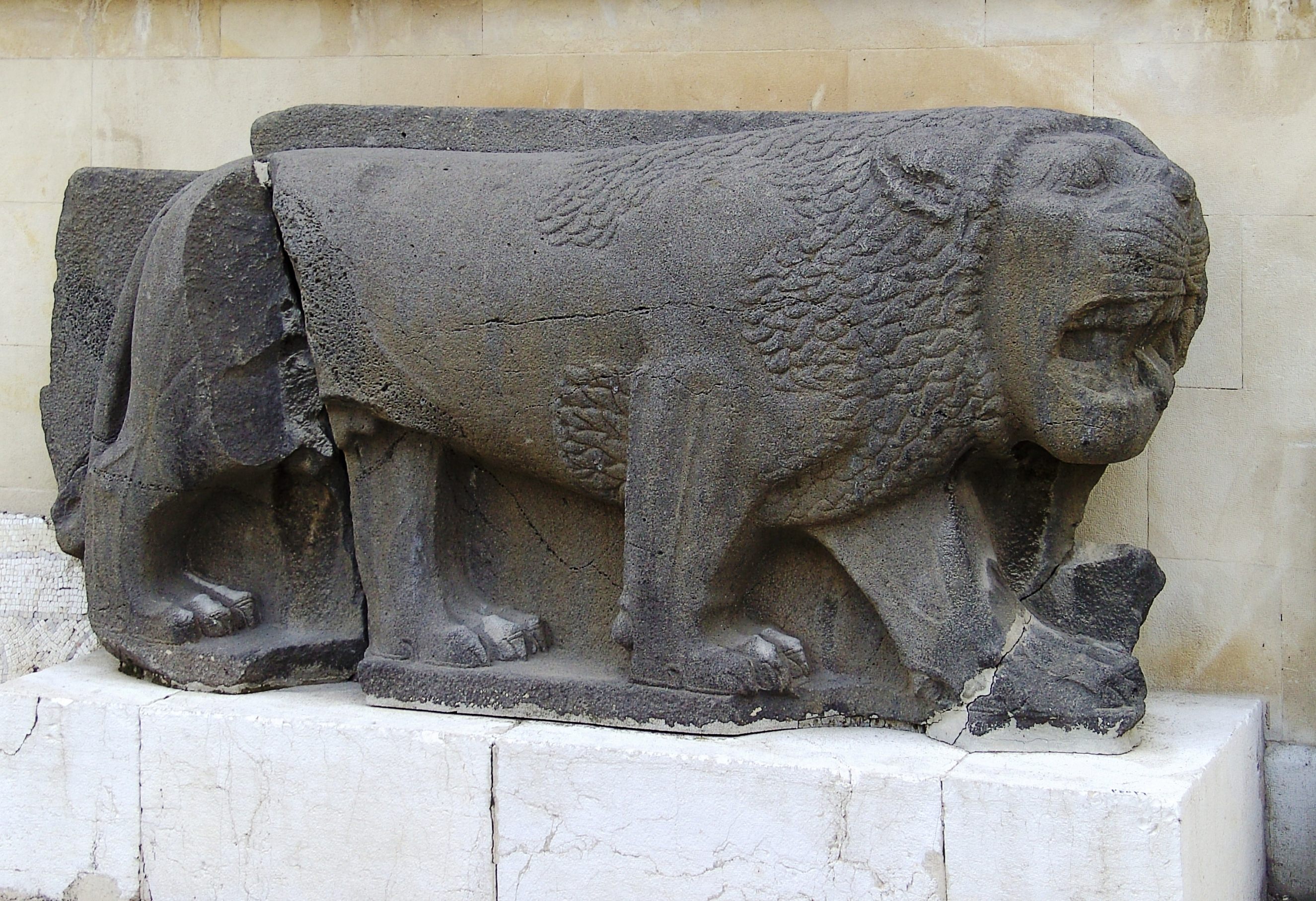
Estátua do leão hitita
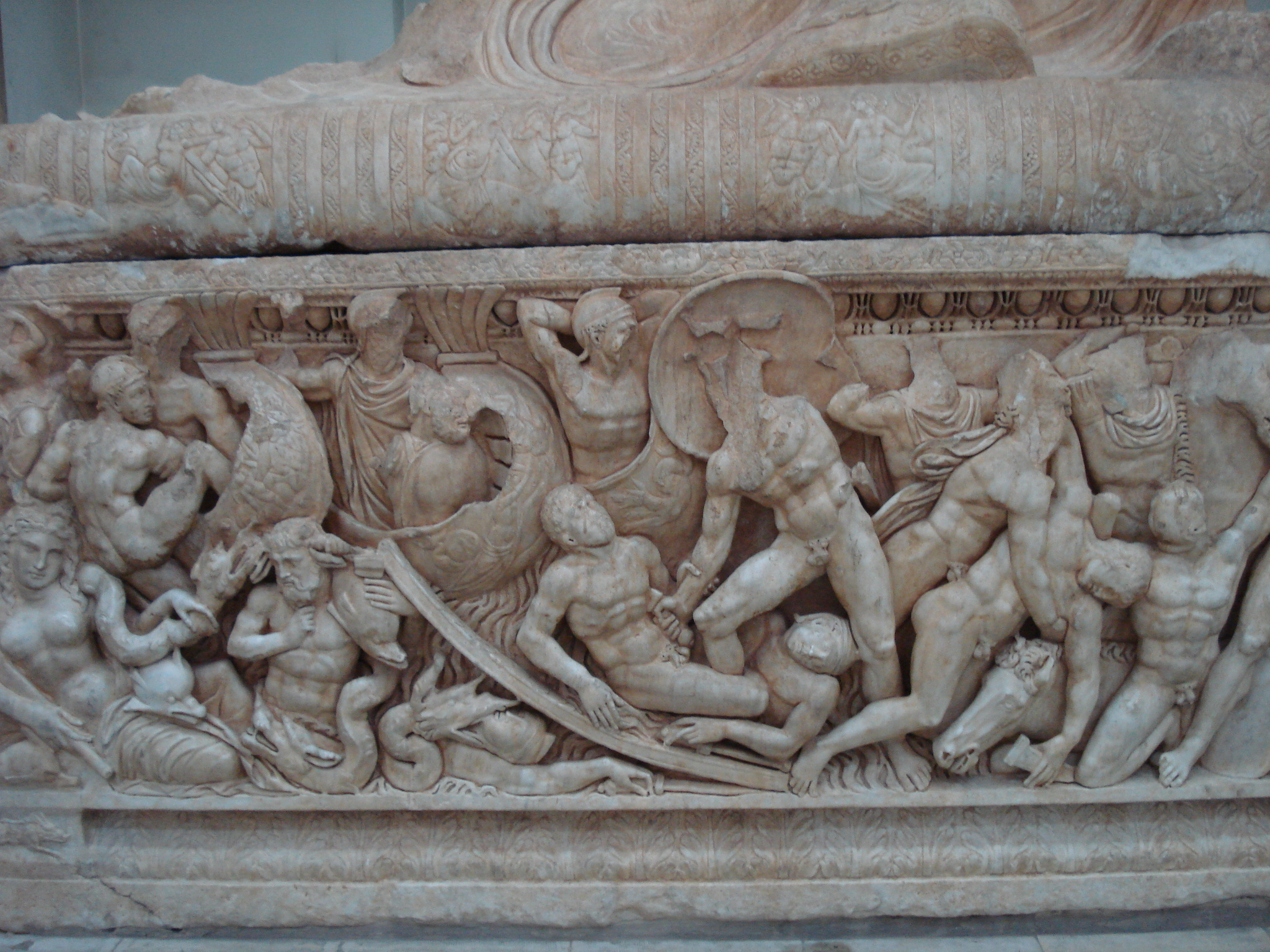
Sarcófago romano mostrando detalhes de uma batalha
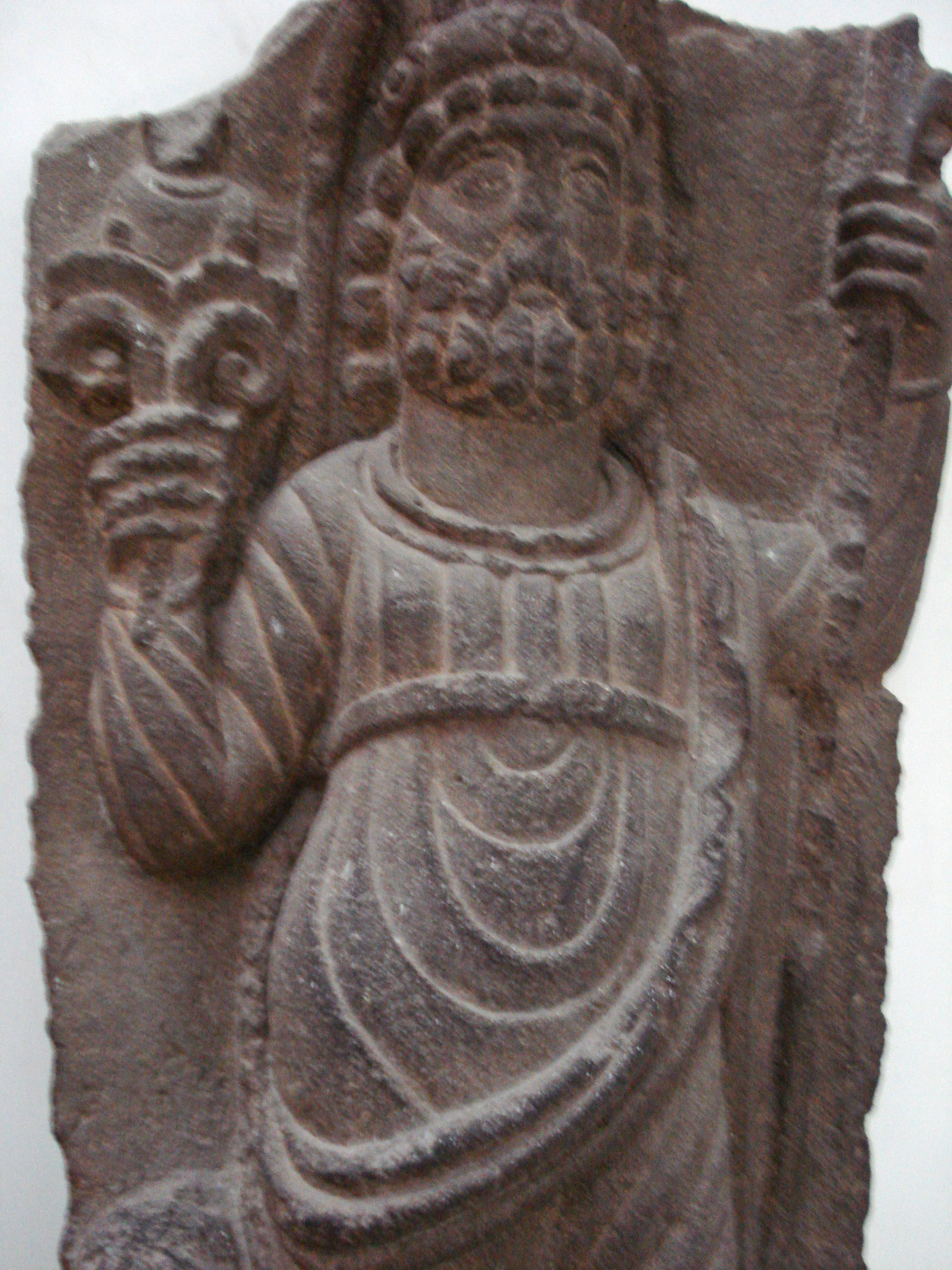
Estátua de um antigo deus nabateano

### Cenas da sinagoga de Dura-Europos

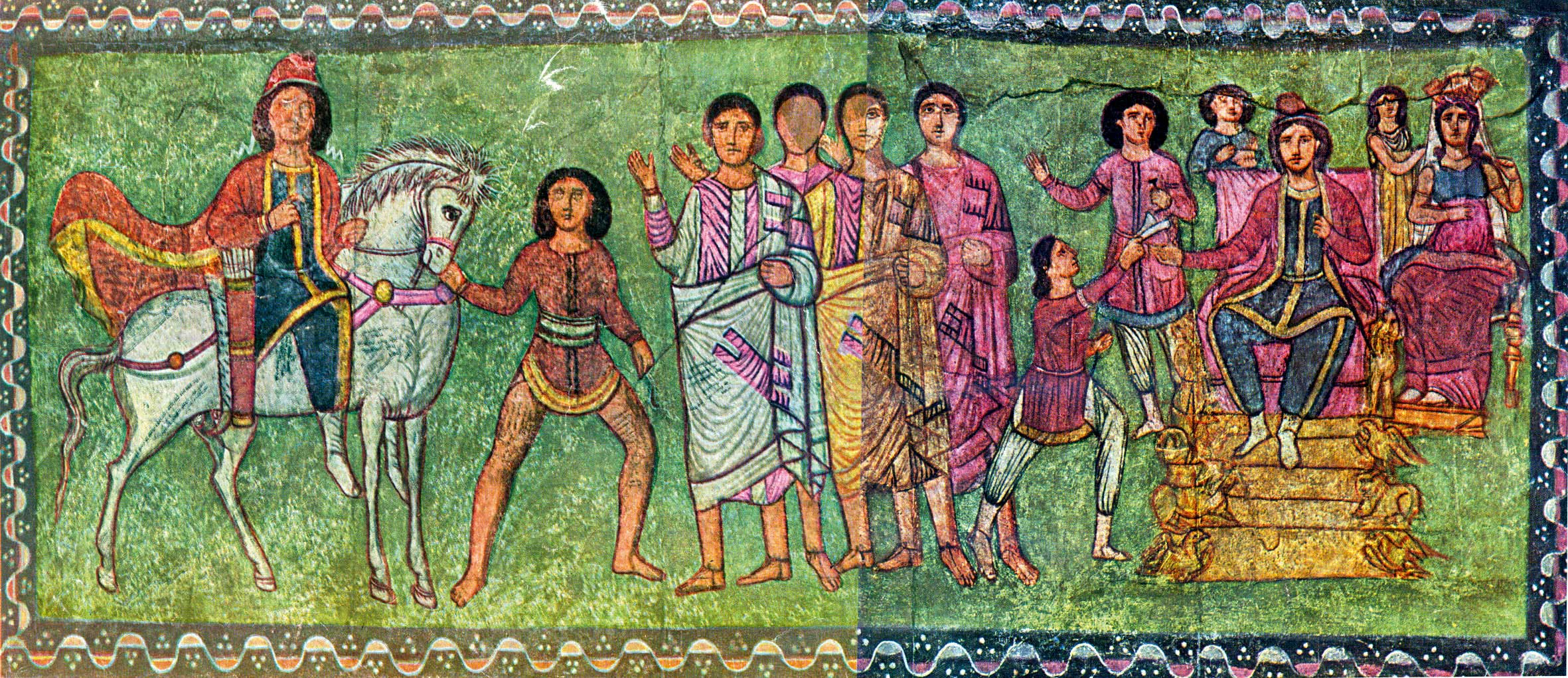
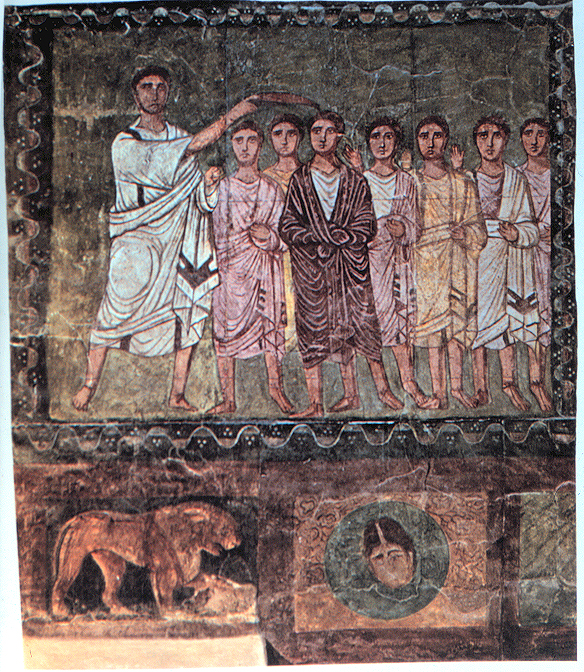
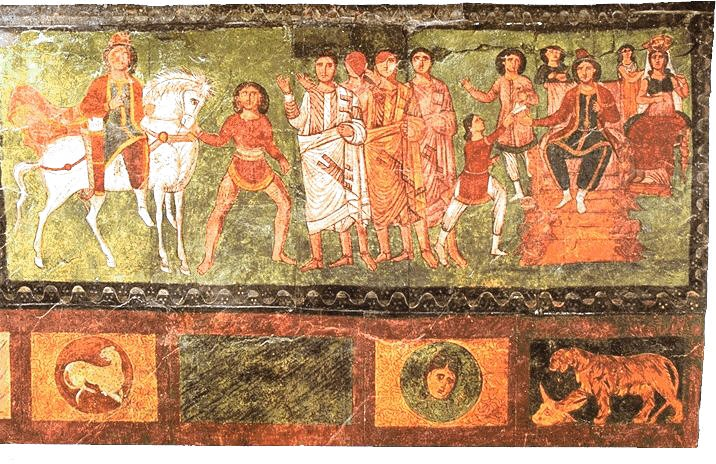